# Дейвид Елис
Дейвид Елис (на английски: David Ellis) е американски адвокат и писател на бестселъри в жанра трилър и криминален роман.

## Биография и творчество
Дейвид Елис е роден на 30 октомври 1967 г. в Чикаго, Илинойс, САЩ. Завършва гимназия в Даунърс Гроув. Учи финанси в Университета на Илинойс в Шампейн. През 1993 г. завършва Юридическия колеж на Северозападния университет. След дипломирането си работи една година като адвокат по гражданско право. После се премества в Спрингфийлд и работи две години за държавното управление, специализиран в конституционното право. След две години се връща в Чикаго и работи в собствена фирмаПрез 2006 г. става съветник на главния прокурор на Илинойс Майкъл Мадиган в Спрингфийлд. Като прокурор печели дело срещу губернатора Род Благоевич в съдебно дело срещу Илинойския сенат. През декември 2014 г. е избран за член на Илинойския апелативен съд.
Заедно с работата си, в началото на 90-те започва да пише романи. В продължение на осем години многократно е отхвърлян от издателите преди да бъде оценен.
През 2001 г. е издаден първият му трилър „Line of Vision“ (Визуална линия). Романът е удостоен с наградата „Едгар Алън По“ за най-добър първи роман от американски автор.
През 2009 г. е издаден първият му съдебен трилър „The Hidden Man“ от поредицата „Джейсън Коларич“. Главният герой е проницателен адвокат от град в Средния запад.
През 2012 г. е издаден първият му роман в съавторство с писателя Джеймс Патерсън. Романите с франчайзинга на Патерсън влизат неизменно в списъка на бестселърите.
Дейвид Елис живее със семейството си в Ривър Форест.

## Произведения

### Самостоятелни романи
- Line of Vision (2001) – награда „Едгар“ за най-добър първи роман
Опасна игра, изд.: „ИнфоДАР“, София (2003), прев. Мария Неделева
- Life Sentence (2003)
Доживотна присъда, изд.: „ИнфоДАР“, София (2006), прев. Мария Неделева
- Jury of One (2004)
Съдебен заседател, изд.: „ИнфоДАР“, София (2007), прев. Александра Павлова
- In the Company of Liars (2005)
Сред лъжци, изд.: „ИнфоДАР“, София (2007), прев. Виолета Ненова
- Eye of the Beholder (2007)
- Guilty Wives (2012) – с Джеймс Патерсън
- Mistress (2013) – с Джеймс Патерсън
- Invisible (2014) – с Джеймс Патерсън
Невидим, изд.: ИК „Колибри“, София (2015), прев. Надя Баева
- The Murder House (2015) – с Джеймс Патерсън
- The Black Book (2017) – с Джеймс Патерсън

### Серия „Джейсън Коларич“ (Jason Kolarich)
1. The Hidden Man (2009)
2. Breach of Trust (2011)
3. The Wrong Man (2012)
4. The Last Alibi (2013)